# Czarny Kot (samowola budowlana)
Czarny Kot (właśc. Czarny Kot My Warsaw Residence) – budynek hotelowy w Warszawie, który znajdował się przy ul. Okopowej 65, róg ul. Powązkowskiej. Był wielokrotnie rozbudowywany bez pozwoleń na budowę. Zyskał sławę jako obiekt szczególnie mało estetyczny i rażący przykład samowoli budowlanej. Został rozebrany w 2021 roku.

## Historia
Czarny Kot powstał pod koniec lat 80 jako jednopiętrowy pawilon handlowy. Przez kolejne lata był rozbudowywany niezgodnie z przepisami − bez wymaganych pozwoleń na budowę i bez projektów. Dobudowywano po jednym piętrze, dochodząc do siedmiu kondygnacji. Jedna z dobudówek zajęła także grunt należący do sąsiadującego dzierżawcy.
Budynek opisywano jako „najsłynniejszą samowolkę budowlaną w stolicy”, „króla gargameli”, „najbrzydszy budynek w Warszawie” i „najbrzydszy hotel w Polsce”. Jego wnętrza opisano jako kiczowate, chaotyczne, inspirowane wyobrażeniami luksusu z lat 90. XX w. Przy tym hotel cieszył się wysokimi ocenami klientów.

Jego walory, jako specyficznego świadka polskiej historii lat 90. mogą być przedmiotem indywidualnych sentymentów, ale to za mało, by obiekt chronić prawnie. Trudno też mówić o dziedzictwie architektonicznym, bo budynek przypomina narastający latami rakowy twór, a nie przemyślany koncept architektoniczny.

W 2010 władze m.st. Warszawy podjęły działania celem odzyskania nieruchomości i usunięcia samowoli budowlanej. W 2018 Naczelny Sąd Administracyjny wydał ostateczny wyrok, w którym uznał, że umowa dzierżawy zawarta 10 maja 1994 wygasła 14 maja 2009. Od tego czasu właściciel Czarnego Kota zajmował nieruchomość bez tytułu prawnego, odwlekając rozbiórkę dzięki wykorzystywaniu kolejnych środków prawnych. Przez ten czas w obiekcie prowadzona była działalność gospodarcza.
W grudniu 2019 została zawarta umowa na rozbiórkę nielegalnych pięter. Częściowa rozbiórka została przeprowadzona w lutym 2020. Nie zburzono jedynie dwóch dolnych kondygnacji. W marcu 2021 sąd apelacyjny oddalił apelację właścicielek hotelu w sprawie o wydanie nieruchomości miastu. W 2021 nadzór budowlany wydał decyzję nakazującą miastu rozbiórkę resztek budynku dawnego hotelu. Prace rozbiórkowe zakończono pod koniec grudnia 2021.